# Уфа (аэропорт)
Международный аэропорт Уфа́ им. Мустая Карима (баш. Мостай Кәрим исемендәге Өфө халыҡ-ара аэропорты; ИАТА: UFA, ИКАО: UWUU) — международный аэропорт федерального значения в Уфимском районе Республики Башкортостан. Взлётно-посадочная полоса построена в 1962 году. По итогам 2021 года крупнейший по пассажиропотоку в Приволжском федеральном округе. Система менеджмента качества аэропорта сертифицирована по стандарту ISO 9001:2008. Для аэропорта код ИАТА (UFA) полностью совпадает с названием города латинскими буквами. Находится в 25 километрах от центра Уфы.

## Общая информация
Первая очередь аэропорта была открыта в 1962 году.
АО «Международный аэропорт «Уфа» — современный авиационный комплекс, способный принимать воздушные суда всех типов, имеющий две взлетно-посадочные полосы и модернизированный аэродром.
Международный аэропорт «Уфа» — первый среди региональных аэропортов России обладатель сертификата IATA ISAGO, подтверждающего работу по высочайшим международным стандартам безопасности. Входит в десятку ведущих аэропортов России, один из крупнейших аэропортов в Приволжском федеральном округе Российской Федерации, пассажиропоток в год превышает 3,5 млн человек. Партнерами аэропорта «Уфа» являются более 40 авиакомпаний, в том числе представители трех основных авиационных альянсов: SkyTeam, Star Alliance, Oneworld.
Аэропорт «Уфа» способен принимать практически все типы воздушных судов вплоть до широкофюзеляжных Boeing 747-400 и Boeing 777, а также вертолёты всех типов.
В 2008 году аэропорт получил адрес 450501, Уфимский район, село Булгаково, микрорайон «Аэропорт».
Внутренние рейсы обслуживаются в терминале 1. До постройки терминала 2 общая площадь составляла 12,6 тыс. м², аэропорт был оснащён тремя телетрапами и имел просторные залы ожидания и места отдыха, обеспечивая пропускную способность 600 человек в час. После реконструкции общая площадь терминала 1 составляет 29 тыс. м² с шестью телетрапами, а пропускная способность — 1500 человек в час.
Строительство терминала международных авиалиний, или терминала 2, было начато в 2018 году и завершено в конце 2020 года. Терминал 2 введён в эксплуатацию весной 2021 года. Для производственно-диспетчерской службы оборудована 19-метровая вышка с обзором в 270°. Площадь терминала 2 составляет свыше 17 тыс.  м². Оба терминала обеспечивают уровень комфорта обслуживания пассажиров стандарта «Optimum» по классификации IATA.
В аэропорту есть гостиница на 158 мест, ресторан, магазины, кафе, бар, столовая. Между аэропортом и городом налажено автобусное сообщение. Автобусы «Башавтотранса» под номерами 101, 110, 110С.
Аэропорт «Уфа» признан лучшим аэропортом России в 2015—2017 годах по итогам национальной премии «Воздушные ворота России», среди аэропортов с пассажиропотоком до 4 млн человек в год и лучшим по итогам пассажирского голосования. В 2015 году стал единственным региональным аэропортом России, отмеченным авиационной премией «Крылья России». Также в 2015 году эксперты авторитетного отраслевого агентства «АвиаПорт» присудили уфимскому аэропорту «четыре» звезды из пяти возможных за качество терминальной инфраструктуры и пассажирских сервисов.
С октября 2013 года ООО «Уральские авиационные сервисы» в аэропорту «Уфа» оказывает услуги по техническому обслуживанию самолётов Boeing по форме A-check.
В декабре 2019 года аэропорт «Уфа» первым в Приволжском федеральном округе и впервые за всю историю воздушной гавани обслужил 3,5-миллионного пассажира. Общий объем пассажиропотока по итогам 2019 года составил 3,57 млн человек.

## Показатели деятельности
Количество обслуженных пассажиров в 2018 году составило 3 млн 241 тыс. человек (годовой рост на 15 %), выполнено 16 800 взлётно-посадочных операций.
Чистая прибыль международного аэропорта «Уфа» по итогам 2020 года составила 728 млн руб., что на 28 % ниже показателей 2019 года. Выручка сократилась на 40 % и составила 3,2 млрд рублей.

### Пассажиропоток(тыс. пассажиров)
Данные из запроса в Викиданные.
| 2008       | 2009         | 2010         | 2011         | 2012         | 2013         | 2014         | 2015         | 2016         | 2017         | 2018         | 2019         | 2020         | 2021         | 2022        | 2023        | 2024        |
| ---------- | ------------ | ------------ | ------------ | ------------ | ------------ | ------------ | ------------ | ------------ | ------------ | ------------ | ------------ | ------------ | ------------ | ----------- | ----------- | ----------- |
| 1 млн. 300 | ↘ 1 млн. 189 | ↗ 1 млн. 460 | ↗ 1 млн. 690 | ↗ 1 млн. 920 | ↗ 2 млн. 218 | ↗ 2 млн. 380 | ↘ 2 млн. 310 | ▬ 2 млн. 300 | ↗ 2 млн. 100 | ↗ 3 млн. 241 | ↗ 3 млн. 570 | ↘ 2 млн. 370 | ↗ 4 млн. 000 | ▬4 млн. 089 | ↗4 млн. 795 | ▬4 млн. 800 |

## Происшествия
- 19 мая 1979 года Ту-134А из-за ошибки экипажа произвёл посадку с превышением скорости и с заторможенными колёсами. Проскользив юзом по бетону, авиалайнер вылетел со взлётно-посадочной полосы и сгорел. Никто из 90 человек, находившихся на борту, не погиб.
- 20 сентября 1986 года в аэропорту «Уфа» военнослужащие-дезертиры внутренних войск МВД СССР младший сержант Николай Мацнев и рядовой Сергей Ягмурджи под угрозой ручного пулемёта и автомата захватили самолёт Ту-134А, выполнявший рейс Львов — Киев — Уфа — Нижневартовск, вместе с 76 пассажирами и 5 членами экипажа в качестве заложников. В процессе переговоров террористы открыли стрельбу в салоне самолёта, убив двух пассажиров и потребовав лететь в Пакистан. В ходе штурма Мацнев был убит, Ягмурджи ранен и арестован, а впоследствии расстрелян по приговору суда. Бортпроводницы Елена Жуковская и Сусанна Жабинец, сыгравшие важную роль при освобождении заложников, были награждены орденами Красного Знамени.
- 20 апреля 2007 года самолёт Ту-154Б-2 авиакомпании «Когалымавиа», завершая рейс Сургут — Уфа, выкатился за пределы взлётно-посадочной полосы на расстояние 400 метров. Самолёт получил незначительные повреждения и вскоре был восстановлен.
- 18 ноября 2012 года самолёт Boeing 737-800 авиакомпании «ЮТэйр» при посадке в аэропорту Уфы выкатился за пределы взлётно-посадочной полосы на 120 метров, сломав при этом три сигнальных огня приближения[24].
- 12 августа 2016 года самолёт Як-42 авиакомпании «КрасАвиа» выкатился за пределы взлётно-посадочной полосы. Никто не пострадал. Самолёт получил повреждение крыла и шасси.
- 4 февраля 2020 года выкатился за пределы взлётно-посадочной полосы самолёт Boeing 737-800 авиакомпании Победа. Никто не пострадал.
- 19 июня 2021 года в 22:44 по местному времени в аэропорту Уфы произошло возгорание правой стойки шасси у самолёта Boeing авиакомпании Azur air, совершавшего чартерный рейс из Каира. На борту находились 334 пассажира, в том числе 71 ребёнок, а также 10 членов экипажа. Возгорание было ликвидировано незамедлительно, никто не пострадал. По предварительной версии, причиной ЧП мог стать перегрев тормозной системы и заклинивание тормозных колонок.
- 5 мая 2022 года самолёт ATR 72 с 50 пассажирами на борту задел хвостом посадочную полосу при посадке. Рейс Сургут — Уфа выполняла авиакомпания Utair. Из-за происшествия задержка следующего рейса составила 2 часа 38 минут
- 1 ноября 2022 года самолёт «Уфа — Москва» столкнулся с птицей во время разбега. Инцидент не повлиял на параметры работы самолёта, и он продолжил полёт до аэродрома назначения — Шереметьево
- 2 декабря 2022 года в международном аэропорту «Уфа» самолёт, выполнявший рейс Стамбул — Уфа, приземлился с заблокированными предкрылками. Воздушное судно отстранили от полётов.
- 8 апреля 2023 года авиалайнер RRJ-95 авиакомпании «Ямал» на несколько минут застрял на взлётно-посадочной полосе из-за неисправности передней стойки шасси. На борту находились 50 пассажиров и четверо членов экипажа.
- 22 ноября 2023 года самолёт Airbus A320 рейса SU 1258 Москва — Уфа компании «Аэрофлот» застрял на посадочной полосе из-за гололёда. Командир экипажа запросил буксировочный тягач, чтобы исключить риски скольжения при движении к месту стоянки. Во время происшествия никто не пострадал.
- 3 декабря 2023 года пассажиры авиакомпании «Азимут» более 10 часов не могли вылететь в Красноярск. Ещё один рейс «Азимута» Уфа — Магнитогорск тоже задержали, но борт всё же вылетел, хотя пассажиры также в течение длительного времени находились в аэропорту.
- 29 июля 2024 года самолёт, летевший из Москвы в Астану, совершил экстренную посадку в аэропорту Уфы. Сначала сообщалось, что это произошло из-за проблем со здоровьем у одного из пассажиров, но позже выяснилось, что помощь медиков понадобилась пилоту — у мужчины случился нервный срыв.
- В июле 2024 года в здании аэропорта Уфы пьяный уфимец напал на сотрудника транспортной полиции. По версии следствия, полицейский задержал мужчину, который нарушал общественный порядок, но вместо того, чтобы подчиниться требованиям правоохранителя, задержанный начал проявлять агрессию и применил насилие к представителю власти.
- 31 октября 2024 года аэропорт Уфы возобновил работу после атаки БПЛА на предприятия города. Ограничения на приём и выпуск воздушных судов были сняты с 20:00 мск (22:00 по местному времени).
- 22 ноября 2024 года в аэропорту Уфы прервался взлёт пассажирского самолёта Boeing 737-400 авиакомпании «Ютэйр». Причиной стал отказ индикации скорости. Самолёт выполнял рейс из Уфы в Ханты-Мансийск, после отказа индикации скорости командир воздушного судна принял решение вернуть самолёт на взлётно-посадочную полосу. В результате происшествия никто не пострадал.
- 24 января 2025 года в аэропорту Уфы ввели временные ограничения на приём и выпуск воздушных судов. Это произошло на фоне атак БПЛА.
- 3 июля 2025 года в уфимском аэропорту из-за угрозы атак БПЛА совершили вынужденную посадку два пассажирских самолёта, следовавших в Казань. Причиной стало закрытие воздушного пространства в Татарстане.
- 7 июля 2025 года в уфимском аэропорту задерживались рейсы из-за атак беспилотников в других регионах России.
- 13 июля 2025 года рейс Сургут — Баку авиакомпании «ЮТэйр» экстренно сел в Уфе из-за больного пассажира. Экипаж сообщил о резком ухудшении самочувствия одного из пассажиров. Командир воздушного судна, оценив ситуацию как требующую немедленной медицинской помощи, принял решение об уходе на ближайший подходящий запасной аэродром — Уфу
- В ночь на 16 июля 2025 года в международном аэропорту Уфы самолёт, выполнявший рейс Уфа — Анталья, был вынужден прервать взлёт в 03:14 командир воздушного судна принял решение о прекращении взлёта из-за технической неисправности — перезагрузки бортового компьютера. После проведения необходимых проверок через 14 минут было принято решение о возобновлении полёта. Рейс выполнялся авиакомпанией «Southwind Airlines».

## Галерея

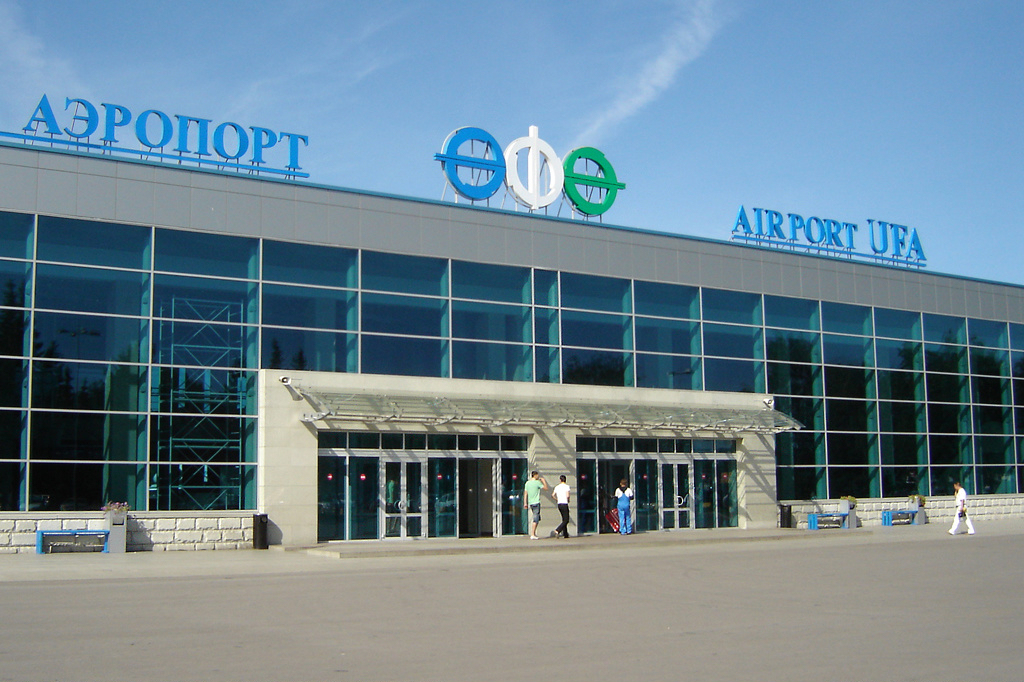
Вход в терминал, 2017 г.
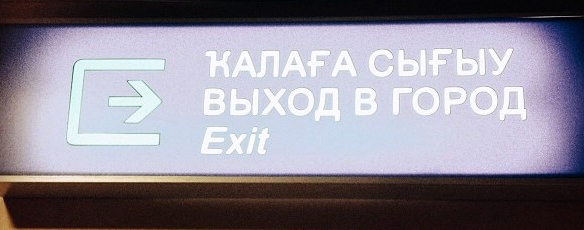
Надпись «Выход в город» на башкирском, русском и английском языках в 1994—2017 гг.
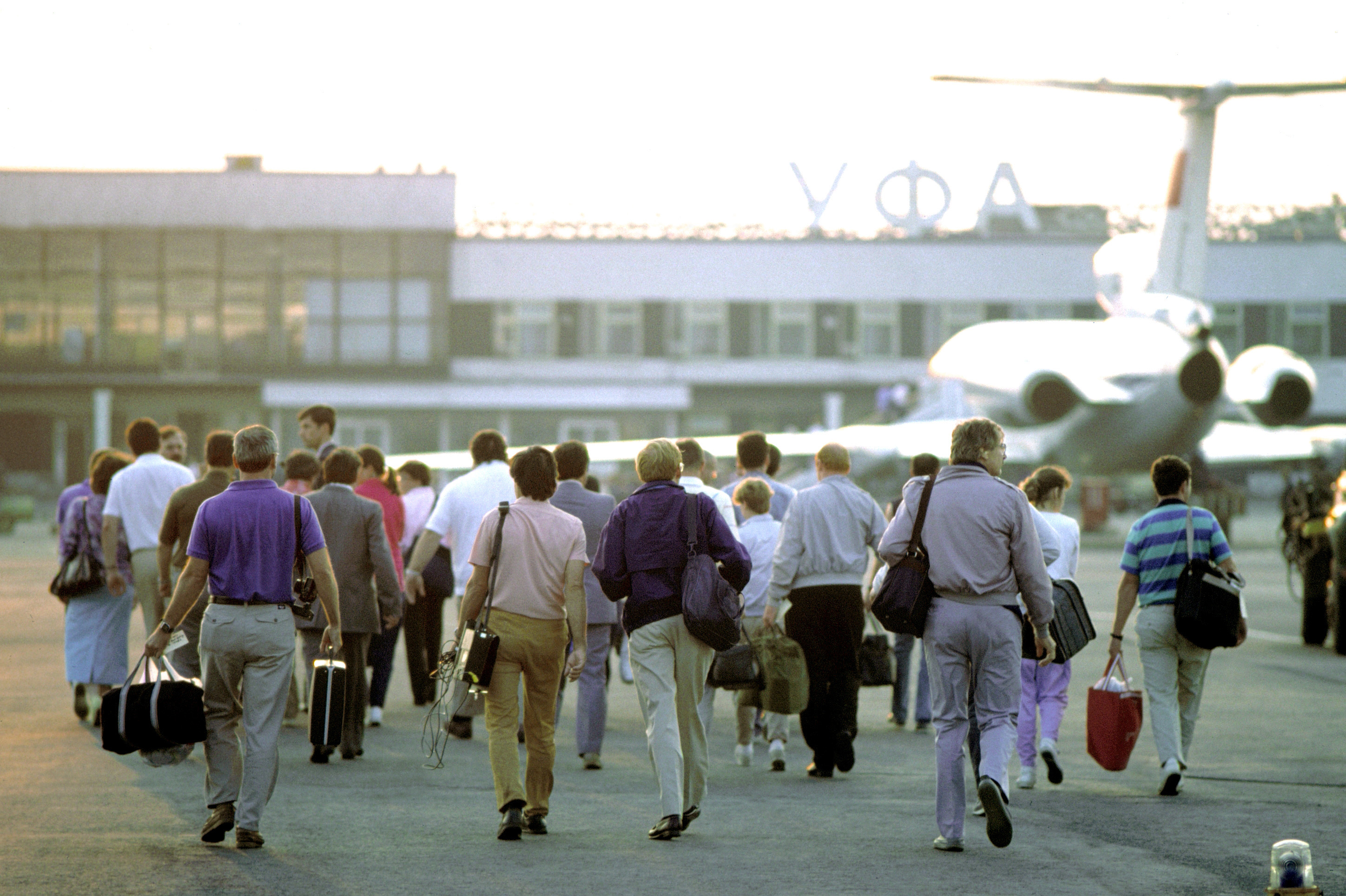
Здание аэровокзала в 1989 году
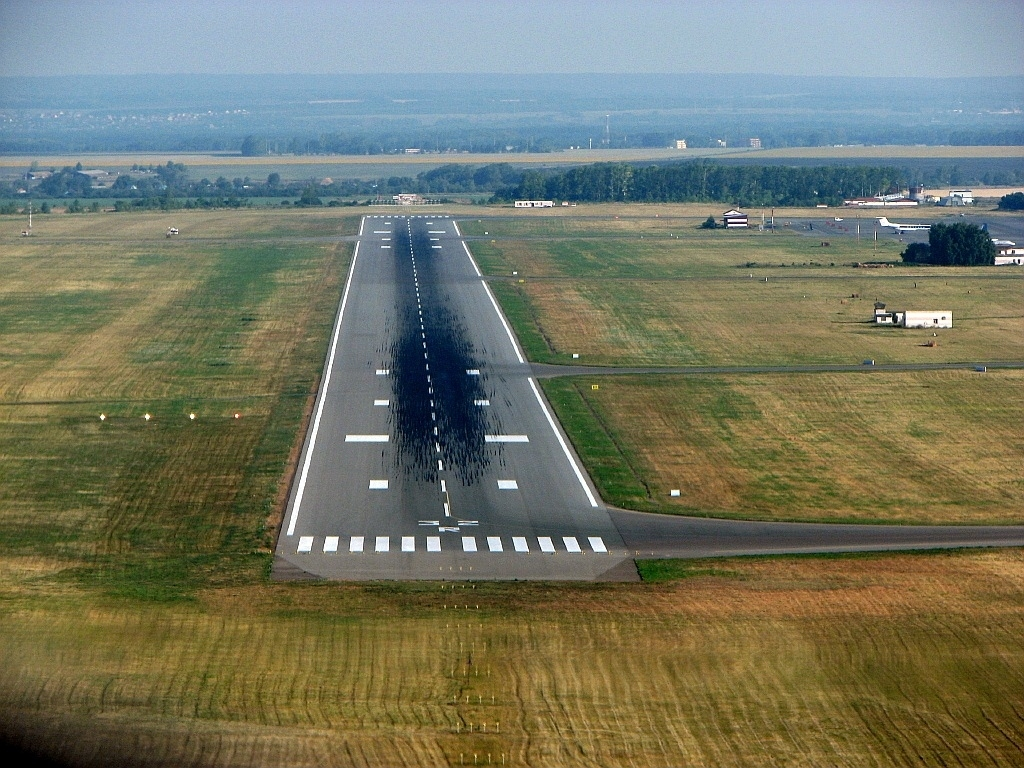
Взлётно-посадочная полоса
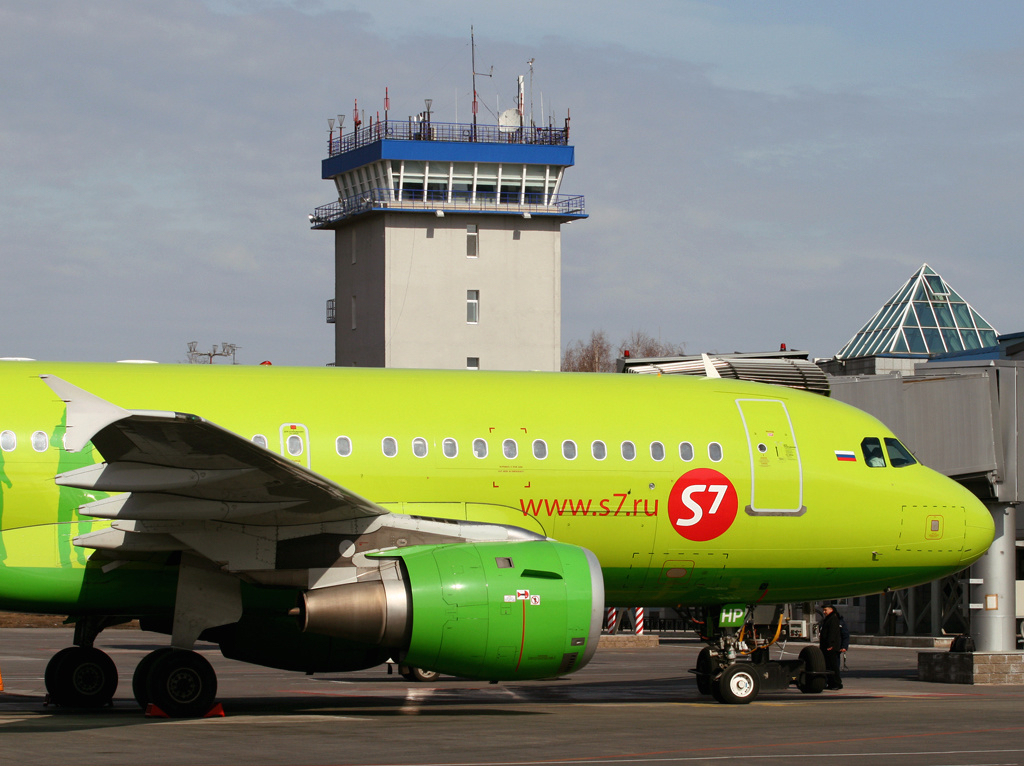
Airbus A319 S7 Airlines у телетрапа